# تاماس إرديلي
تاماس إرديلي (بالمجرية: Erdélyi Tamás)‏ هو رياضياتي مجري، ولد في 13 سبتمبر 1961 في المجر.